# Lago Nahuel Huapi
Il lago Nahuel Huapi ("Isola della tigre" o "Isola del giaguaro") si trova nella regione dei laghi, nella Patagonia settentrionale, fra le province di Río Negro e Neuquén, in Argentina, sulla cui sponda meridionale è situata la nota località turistica di San Carlos de Bariloche.
Situato nel Parco nazionale Nahuel Huapi, ha una superficie di 550 km² e si trova ad un'altitudine di circa 700 metri sul livello del mare con una profondità massima misurata di 450 metri. Ha 7 rami, chiamati Campanario, de la Tristeza, Blest, Machete, del Rincón, Última Esperanza e Huemul. Connesso ad altri laghi più piccoli, come il Gutiérrez, il Moreno, l'Espejo e il Correntoso. le sue acque, di un colore blu profondo, contengono alcune piccole isole, fra cui la Isla Victoria (31 km²). L'emissario del lago è il fiume Limay.
Le sue acque, di un colore azzurro intenso, le sue isole ed il paesaggio che lo circonda ne fanno uno dei luoghi maggiormente visitati del sud dell'Argentina.

## Le origini del nome
I mapuche diedero all'isola più grande del lago, l'Isla Victoria, il nome Nahuel Huapi, che significa, nella lingua mapudungun, "isola del giaguaro". Si presume che questo nome alluda al totem di una famiglia puelche che popolò la zona o alla comparazione di quegli indigeni con il giaguaro per la loro audacia ed il loro valore.
Alla fine del XIX secolo non esistevano giaguari nella regione perché furono sterminati dai colonizzatori europei. Tuttavia i giaguari hanno vissuto nella Patagonia Orientale fino al fiume Chubut.
Visto che gli europei chiamavano il giaguaro "tigre" è comune trovare, erroneamente tradotto, il toponimo di origine mapuche come "Isola della Tigre".

## La leggenda delNahuelito
All'inizio del XX secolo, prendendo spunto da un'antica leggenda indigena, si diffusero dicerie riguardanti una creatura gigante che viveva nelle profondità del lago: nacque così la leggenda del Nahuelito.
Membri dello Zoo di Buenos Aires visitarono il lago, cercando di avvalorare le segnalazioni di avvistamento dell'animale preistorico, ma non trovarono alcuna prova che confermasse la teoria sull'esistenza di una tale creatura.

## Idrografia
Il lago è di origine glaciale, con sponde molto sinuose dalle quali si sviluppano numerose penisole e profondi bracci. Alcune isole sorgono nel lago: l'Isla Victoria e l'Isla Huemul sono le più estese ma ve ne sono di minori come l'isola Gaviotas, l'isola Gallinas e l'isoletta Centinela, sulla quale riposano i resti di Francisco Moreno.
Le precipitazioni (piovose e nevose) sono abbondanti, con una diminuzione progressiva verso est. Così, mentre sulla sponda ovest, presso la stazione di Puerto Blest, vicino alla frontiera con il Cile, le precipitazioni raggiungono i 4.000 mm all'anno, ad est, nella regione di San Carlos de Bariloche, non si arriva ai 1.500 mm all'anno.

## Flora e fauna

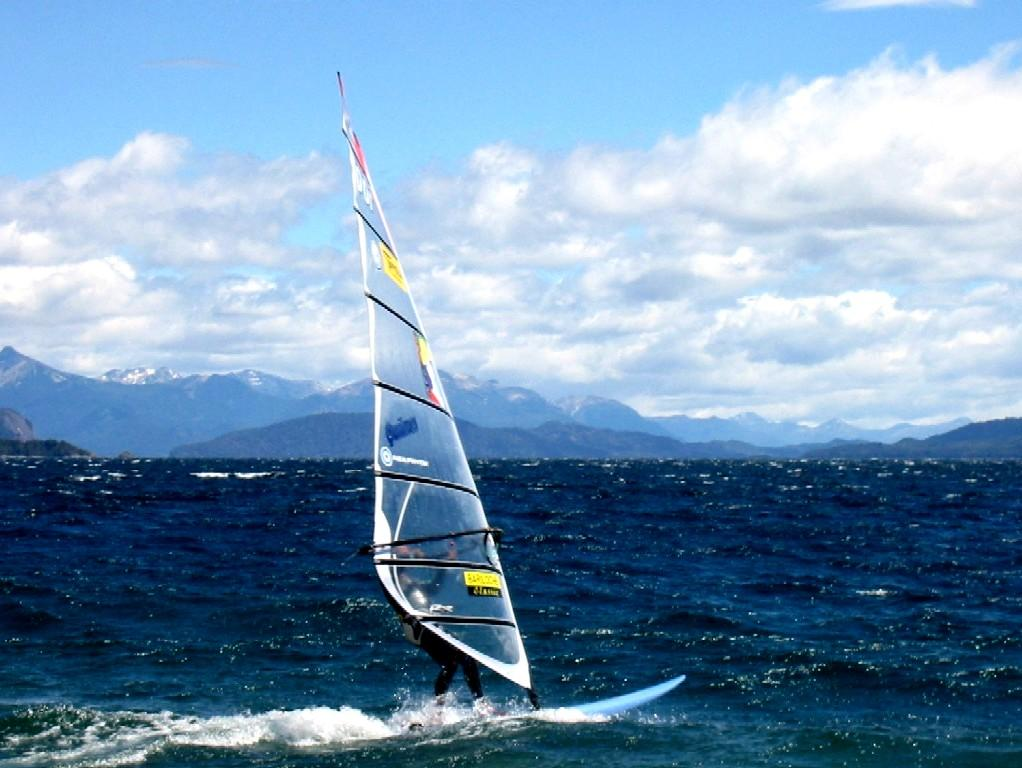
Windsurfing, practica sportiva classica durante l'inverno

Lungo le sponde del lago vegetano specie vegetali dei luoghi umidi come il Blepharocalyx tweediei ed il Crinodendron patagua, alberi semipalustri che fanno parte del bosco andino patagonico.
Sugli scogli di alcune isole del lago Nahuel Huapi vive una popolazione di cormorani imperiali, (Phalacrocorax atriceps), fatto curioso, visto che si tratta di una specie preferenzialmente marina. Frequentemente si può osservare lo zafferano meridionale (Larus dominicanus) al seguito delle imbarcazioni. Con la stagione calda arrivano alcuni uccelli stagionali come l'Elaenia albiceps ed il Theristicus caudatus.
Una delle specie tipiche della regione è la lontra di fiume meridionale (Lontra provocax). Si tratta di una lontra autoctona che abita le sponde di laghi, paludi, fiumi e ruscelli. Suo corpo è coperto da una pelliccia castana con riflessi arancio o rosso, con zampe corte e coda larga.

## Turismo
La navigazione e le altre attività acquatiche sono consentite in molti laghi del Parco Nazionale. Nel lago Nahuel Huapi vi è un'ampia offerta di servizi come gite in barca sul lago, attraverso i tanti paesaggi di incomparabile bellezza. Uno dei siti più visitati è il Parco Nazionale Los Arrayanes.